# Степное (район имени Габита Мусрепова)
Степное (каз. Степное) — село в районе имени Габита Мусрепова Северо-Казахстанской области Казахстана. Входит в состав Ломоносовского сельского округа. Находится примерно в 54 км к юго-юго-западу (SSW) от села Новоишимское, административного центра района. Код КАТО — 596647400.

## Население
В 1999 году численность населения села составляла 61 человека (34 мужчины и 27 женщин). По данным переписи 2009 года, в селе проживало 75 человек (38 мужчин и 37 женщин).